# Razgor pri Žabljeku
Razgor pri Žabljeku este o localitate din comuna Slovenska Bistrica, Slovenia, cu o populație de 94 de locuitori.